# اسکات مک‌کنزی
اسکات مک‌کنزی (انگلیسی: Scott McKenzie؛ ۱۰ ژانویهٔ ۱۹۳۹ – ۱۸ اوت ۲۰۱۲) یک موسیقی‌دان اهل ایالات متحده آمریکا بود.